# Roman Michał Andrzejewski

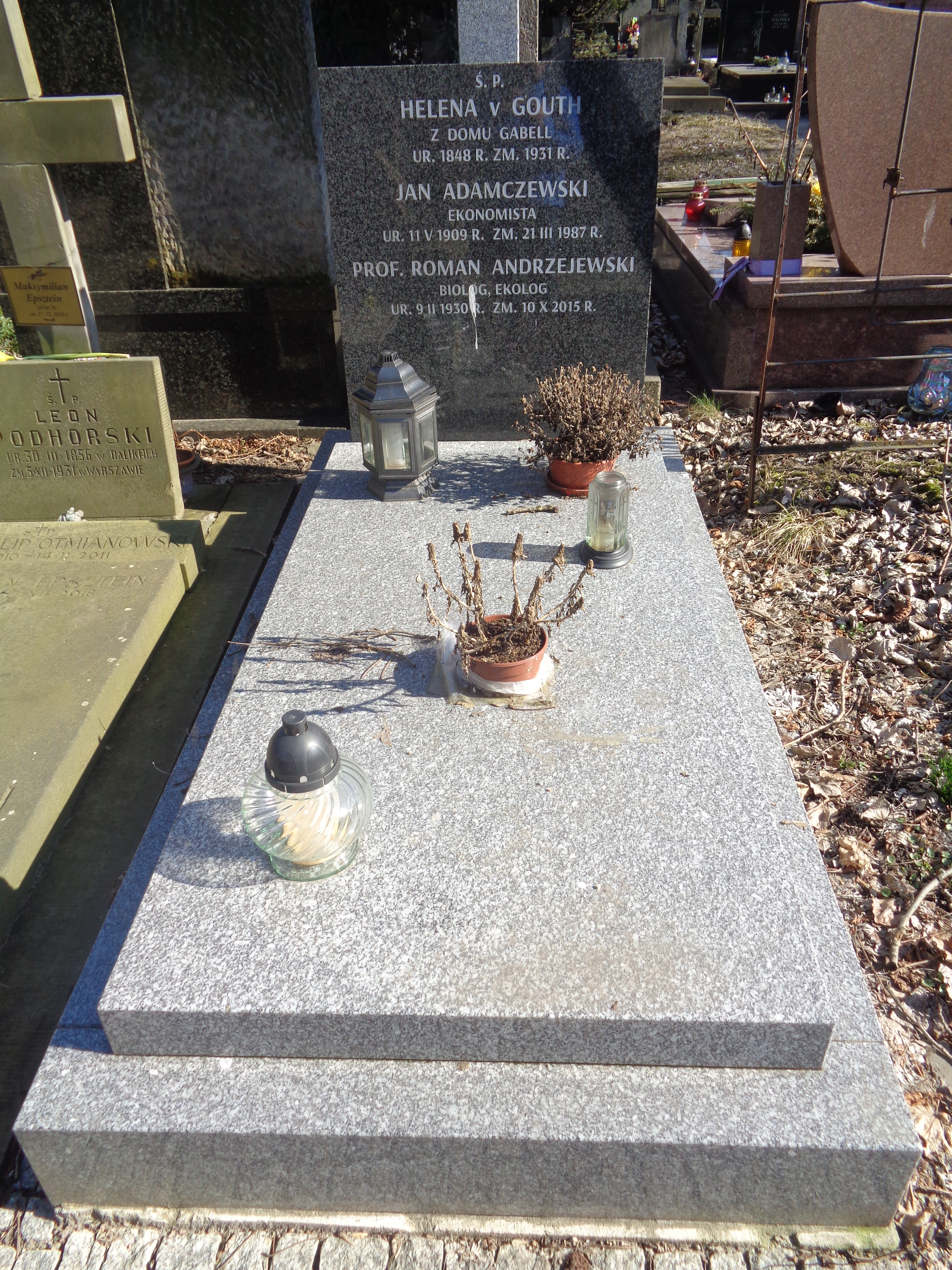
Grób Romana Michała Andrzejewskiego na cmentarzu Powązkowskim w Warszawie

Roman Michał Andrzejewski (ur. 9 lutego 1930 w Niegibalicach, zm. 10 października 2015 w Warszawie) – polski biolog i ekolog, profesor nauk biologicznych, w latach 1989–1992 wiceminister ochrony środowiska.

## Życiorys
Urodził się na Kujawach w majątku swoich rodziców: Michała Andrzejewskiego (1897–1979) i Marii z Olszowskich (1906–1960). W czasie II wojny światowej uczył się na tajnych kompletach w Gimnazjum im. Mikołaja Reja w Warszawie. Powstanie warszawskie przeżył na Mokotowie.
W 1949 ukończył Liceum Ziemi Kujawskiej we Włocławku. Studiował na Uniwersytecie Mikołaja Kopernika w Toruniu, tytuł zawodowy magistra uzyskał na Uniwersytecie Warszawskim. Od 1954 do 1973 pracował naukowo w Instytucie Ekologii Polskiej Akademii Nauk, uzyskując w międzyczasie stopnie doktora i doktora habilitowanego. Był m.in. kierownikiem Zakładu Populacji i sekretarzem naukowym instytutu. Później zatrudniony w Instytucie Kształtowania Środowiska. W 1982 otrzymał tytuł naukowy profesora. Kierował Katedrą Leśnictwa Szkoły Głównej Gospodarstwa Wiejskiego i Katedrą Ekologii Katolickiego Uniwersytetu Lubelskiego. Współpracował także z Międzynarodowym Centrum Ekologii PAN, Wyższą Szkołą Ekologii i Zarządzania w Warszawie oraz Instytutem Gospodarki Przestrzennej i Mieszkalnictwa. Był przewodniczącym Komitetu Ekologii PAN, został następnie honorowym przewodniczącym tej instytucji. Na emeryturę przeszedł w 2005.
W pracy naukowej specjalizował się w zagadnieniach ekologii dużej przestrzeni. Zajmował się problematyką ekologii populacji drobnych gryzoni, zajęcy i dzików, a także planowaniem przestrzennym pod kątem zagadnień ekologicznych.
W latach 1989–1992 był wiceministrem w Ministerstwie Ochrony Środowiska, Zasobów Naturalnych i Leśnictwa. Wchodził w skład Rady Ekologicznej działającej przy prezydencie Lechu Wałęsie. Od 1993 był powoływany na przewodniczącego rady naukowej Kampinoskiego Parku Narodowego kolejnych kadencji.
Był dwukrotnie żonaty. Z pierwszego małżeństwa z Lucyną Sochocką miał córkę Małgorzatę, z drugiego małżeństwa z Krystyną Adamczewską miał córkę Annę. Pochowany na cmentarzu Powązkowskim (kwatera 339/4/4).

## Odznaczenia
W 2011, za wybitne zasługi w działalności na rzecz rozwoju leśnictwa i  ochrony środowiska naturalnego, za osiągnięcia w pracy naukowo-dydaktycznej, prezydent Bronisław Komorowski odznaczył go Krzyżem Komandorskim Orderu Odrodzenia Polski.